# Брао
Брао (варіанти написання: Brao, Braoh, Braou, Brau, Brou, Proue, Proav, Prao, Prou, Lave, Laveh, Love) — один із мон-кхмерських народів або група народів із числа гірських кхмерів, розселений у суміжних гірських районах Камбоджі та Лаосу. Належать до числа офіційно визнаних народів у Камбоджі, Лаосі та В'єтнамі. Мають власну культуру з унікальними традиціями.

## Ідентифікація
Брао поділяються на низку підгруп. Під загальною назвою брао об'єднуються різні громади, що розмовляють взаємно зрозумілими діалектами. На території Лаосу це кавет (Kavet, Kravet), каньїнг (Kanying, Ka-nying), гамонг (Hamong), джре (Jree) і лун (Lun), в Камбоджі — кавет, умба (Umba, Ombaa), креунг (Kreung, Krung), брао-танап (Brao Tanap, Brao Tanaap, низинні брао) і лун. Прегар (Pregar) у лаоській провінції Аттапи вважаються мішаною групою (галанг і брао). Діалект групи су (Sou, Souk), що живе в долині річки Конг у Лаосі, є сумішшю мов ой і брао.
У минулому брао не мали спеціальної назви для своєї етнічної групи. Вони зазвичай ототожнювали себе з певними невеликими територіальними громадами й не відчували належності до будь-яких більших соціально-політичних систем чи великих етнічних груп. Кожна з таких груп включала 2–6 сіл, жителі яких розмовляли одним діалектом. Ідентифікували себе за назвами річок, гір або інших природних об'єктів, біля яких вони жили. Етнічні ярлики або етноніми стали використовуватись у регіоні лише колоніальною адміністрацією Французького Індокитаю, яка з метою побудови ефективної системи управління намагалася класифікувати місцевих жителів за мовною ознакою. Лише в ті часи серед горян стало формуватися відчуття племінної ідентичності, раніше відносно неважливої для них.
Назви для позначення різних етнічних груп змінювалися з плином часу, й, як не дивно, й досі залишаються доволі заплутаними. Брао в південному Лаосі вважають, що вони є етнічними лаве (Lave, Laveh), і часто не знають, що належать до числа брао (уряд Лаосу змінив офіційне використання терміна Lave на термін Brao, оскільки перший вважається принизливим). У Камбоджі розрізняють окремо народи брао, креунг, кавет та лун. У В'єтнамі брао називають брау (Brâu).
Незважаючи на суттєві подібності між різними підрозділами брао, їх не можна сприймати як один народ. Окремі підгрупи мають власну ідентичність, кожна з них ідентифікує себе як культурно та лінгвістично відмінну від інших. Наприклад, кавет по суті — це брао, в яких місцева самоідентифікація переважила загальноплемінну. Креунг раніше називалися брао, але змінили свою назву в 1970-1980-х роках, як вважають, з політичних мотивів. За часів правління червоних кхмерів брао, що втекли з країни до Лаосу чи В'єтнаму, вважалися зрадниками. Щоб дистанціюватися від утікачів та уникнути політичних репресій ці люди вирішили за доцільне називатися креунгами. Етнічні лун, хоча й є підрозділом брао, ніколи не жили в горах і здавна розселилися в низинах біля великих річок.
В Лаосі через використання терміна лаве місцевих брао часто плутають з лавенами, іншим народом з числа гірських кхмерів. Співзвучними є також назви народів брао та бру (останній також належить до гірських кхмерів, але говорить зовсім іншою мовою).
Багато етнічних лаосців досі мають значні расові упередження щодо етнічних меншин. Існує соціальна та культурна прірва між рівнинними лаосцями та корінними мешканцями гір. Лаосці вважають горян «наполовину людьми, наполовину тваринами», а ще «занадто незалежними». У минулому вони називали всі гірські мон-кхмерські народи (серед них і брао) кха (Kha). Зараз цей термін вважається дуже образливим, оскільки, на поширену думку, він походить від лаоського «раб» або «слуга». Його змінив нейтральний термін лаотенг (Lao Theung, верхні лао, лао гірських схилів). Схожою є ситуація в Камбоджі. Тут етнічні кхмери в минулому називали племінні народи північного сходу країни пнонгами (Phnong), що означає «дикий», «первісний», «брутальний». У 1960-х роках став використовуватись нейтральний термін кхмер-ли (Khmer Leu, верхні кхмери, гірські кхмери).

## Розселення і чисельність

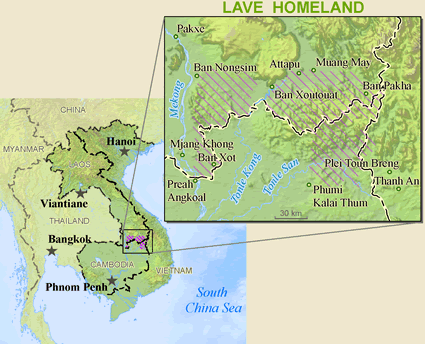
Райони розселення брао.

Брао населяють віддалені гірські райони, розташовані між річками Конг (Xe Kong, Se Kong) на півночі та Сан (Tonlé San, Tonlé Se San) на півдні. В політичному плані це північний схід Камбоджі (провінції Стингтраенг і Ратанакірі) та південний схід Лаосу (провінції Аттапи і Тямпасак). Ще є одне село брао у В'єтнамі, воно розташоване в місці, де стикаються кордони цієї країни з Лаосом та Камбоджею (провінція Контум). Східними сусідами брао є седанги, південно-східними — зярай (Jarai).
Історично брао жили в лісистих гірських районах на висоті від 200 до 800 м над рівнем моря, переважно на схилах гір, поблизу річок або струмків. Частина народу й досі живе в горах, але чимало людей у різний спосіб як у Лаосі, так і в Камбоджі змусили переселитися в низинні райони.
Чисельність брао (Brao) в Лаосі, за даними перепису населення 2015 року, становила 26 010 осіб, це 0,4 % населення країни. За переписом 2005 року їх нараховувалось 22 772 особи (11 638 жінок і 11 134 чоловіка). На території Камбоджі, за даними опитування, проведеного Національним інститутом статистики 2013 року, нараховувалось 13 902 носіїв мови брао (Proav), крім того, мовою крунг (Krueng) говорило 22 385 осіб, мовою кавет (Kaaveat) — 5618 осіб, мовою лун (Lon) — 436 осіб. Всього в Камбоджі зареєстровано 23 мови національних меншин, крунг та брао належать до числа найбільших серед них й становлять відповідно 6,8 % і 4,2 % носіїв мов національних меншин. У В'єтнамі, за даними перепису населення 2009 року, проживало лише 397 брао, абсолютна більшість їх (379 осіб) у провінції Контум. Вони є однією з п'яти найменших офіційних меншин країни.
Через В'єтнамську війну окремі родини брао виїхали до західних країн як біженці. Близько 90 брао живе в США, по декілька осіб у Франції й Таїланді.

## Мова
Розмовляють діалектами мови брао, що належить до західної групи банарських мов австроазійської сім'ї. Вони лишаються мало дослідженими. Часто виділяють окремо мови брао (лаве, код ISO 639-3: brb), крунг (код ISO 639-3: krr), кавет (код ISO 639-3: krv) і су (код ISO 639-3: sqq). Всі діалекти є взаємно зрозумілими й утворюють єдиний мовний кластер, який також називають мовою брао. В складі цього кластеру розташовані географічно ближче одна до одної групи зазвичай краще розуміють одна одну.
Розрізняють північні (умба, каньїнг, гамонг, кавет, джрі) та південні (брао-танап або низинний брао та креунг) діалекти брао, які дещо відрізняються лексично й фонетично. Межею між ними є річка Сан. Північні діалекти поширені на півдні Лаосу, а також на півночі камбоджійських провінцій Ратанакірі й Стингтраенг, південні — на південь від них. Невизначеним є місце діалектів народу лун. Є також діалекти, які ще недостатньо вивчені.
Структурно всі діалекти брао є досить однорідними, вони мають схожі фонологічні моделі, набори голосних та приголосних звуків. Спільною є й переважна більшість основних словникових одиниць, але в ряді випадків південні діалекти мають одну спільну форму, а північні — іншу. Південні діалекти мають більше кхмерських запозичень, а північні — лаоських. Контакти з лаоською мовою тривають вже понад 300 років, тому лаоські запозичення присутні як у північних, так і в південних діалектах брао. Натомість контакти із кхмерською мовою на північному сході Камбоджі є відносно недавнім явищем. Активними вони стали лише з середини XX ст., але дедалі сильніше впливають на місцевих брао, існують навіть мовні відмінності між старшим і молодшим поколінням. Дві групи діалектів брао різняться групою фонологічних ізоглосних відмінностей. При цьому існують фонетичні відповідності, коли певному приголосному в діалектах північних брао відповідає інший певний приголосний в діалектах південних брао, хоча є й винятки. Існують також фонетичні відповідники, лексичні й словотвірні відмінності між окремими діалектами всередині груп.
Всі брао в Лаосі та Камбоджі користуються рідною мовою й мають позитивне ставлення до неї. Мова розвивається. Існують варіанти писемності на основі кхмерського, лаоського письма та латиниці. Існує література, записані тексти, ведуться передачі на радіо. В Камбоджі діють класи початкової школи, де навчання ведеться мовою брао. Натомість у В'єтнамі мова брао перебуває під загрозою зникнення.
В Камбоджі багато брао говорить також кхмерською мовою, а в Лаосі — лаоською. Рівень грамотності становить 34 % (52 % серед чоловіків і 19 % серед жінок), 64 % ніколи не відвідували школу.

## Вірування
Майже всі брао — анімісти. Анімізм домінує в їхньому духовному житті, хоча це не завжди буває помітно, особливо в містах і низинних районах.
Брао живуть в оточенні різноманітних духів, вони вірять, що кожен предмет, кожна істота, кожне явище має свого духа. Їхні духи мешкають у горах, лісах, річках та інших природних об'єктах. Своїх духів мають тварини, є духи, пов'язані з предками людей, домашні духи, що «живуть» в людських хатах, «польові» духи. Брао також вірять, що кожна людина має свого духа-охоронця, який покликаний захищати її від будь-якої шкоди. Свого духа-охоронця, на їхню думку, має й кожне село. Брао поділяють своїх духів на різні категорії, кожна зі своєю назвою.
Дія духів може виявлятися в різних контекстах і в різний спосіб. Брао живуть у постійному страху перед злими духами, адже ті можуть завдати шкоди людині, родині чи цілому селу. Брао вірять, що причиною хвороби є дії розлючених скривджених духів. Неврожай для них також спричинений діями духів. Тому духи потребують періодичного «заспокоєння», це має запобігти нещастям або хворобам, вселяє надію на захист і хороший урожай, підтримує порядок у громаді. Духам пропонують у жертву свійських тварин, зазвичай курей, свиней і буйволів.
Особливої поваги вимагають могутні й тому найбільш небезпечні духи, які зазвичай «мешкають» у різноманітних незвичних природних об'єктах: великих скелях, дуже високих або незвичної форми горах, глибоких ділянках річок, великих валунах, великих деревах тощо. Території чи зони, де «живуть» такі духи, вважаються священними й дуже небезпечними. Їх зазвичай уникають, там не рубають дерев, не полюють тварин, не рибалять, що забезпечується конкретними табу. Для того, щоб отримати «дозвіл» духів взяти з такого району певний бамбук або певні інші дари лісів, потрібно спочатку провести спеціальний анімістичний ритуал. Люди також приносять невеликі жертви духам певних природних водойм перед тим, як ловити там рибу. В місцях, де «живуть» духи, ловлять рибу лише на гачок, сітки не використовують, щоб не зашкодити місцевому духу-охоронцю.
Брао мають багато ритуалів, і практично всі вони включають пропозицію духам їжі та місцевого саморобного алкогольного напою з ферментованого рису (рисового пива або рисового вина). Зазвичай такі ритуали бувають колективними, за їхнє проведення відповідає старійшина села. Хоча жертвоприношення формально робляться для духів, і сторонні люди часто критикують горян за «марнотратство», на практиці майже всі «жертви» споживаються самими людьми, залученими до ритуалу.
Лікуванням хворих займається сільський знахар. Він проводить спеціальну церемонію зцілення, яка має «вигнати» із людини хворобу. Також за допомогою спеціального ритуалу визначає духа, який став причиною хвороби, й тварину, яку потрібно принести в жертву цьому духові. Згодом здійснюють відповідну жертву. Якщо обряди були проведені правильно, вважається, що ці дії мають забезпечити одужання, якщо ж жертва не допомогла вилікувати хворобу, вона була занадто малою або була принесена не тому духу. В такому випадку приносять у жертву буйвола, але дуже важливо правильно визначити саме того духа, якому слід запропонувати жертву. Зазвичай люди не зрубують дерев, якщо вважається, що там «живе» дух. Але іноді, коли вважають, що цей дух став причиною хвороби, дерево зрубують, щоб позбутися духа, але таке трапляється нечасто. Якщо в селі панує епідемія, й жертви не допомагають, люди кидають своє село.
Брао також практикують культ предків. Молячись померлим предкам, люди просять у них добробуту, керівництва та захисту. Кожен рід має спільне місце шанування предків, тут померлим пропонують сирий рис, воду та розбитий посуд. Брао вважають, що якщо духів предків не заспокоїти належним чином, вони також викликають хвороби.
Крім духів, брао вірять в існування дивних істот, які ховаються в лісі або у воді. Люди вірять також у різні природні знаки. Наприклад, поганим знаком вважається крик певної пташки, а коли олень перетинає дорогу перед людиною, це сприймається як попередження про небезпеку. Люди дотримуються різних табу, які забороняють їм робити певні речі. Традиційна система землекористування також регулюється набором табу.
Анімістичні практики та ритуали брао різняться залежно від регіону, а часто й від села до села й навіть між окремими членами однієї родини.
Протягом століть брао зберігали анімістичні вірування й не приймали буддійську релігію своїх сусідів із низин. Але вони поважають і практикують багато буддійських ритуалів, часто змішують буддійські та анімістичні церемонії. Брао також відзначають буддійський Новий рік. Уряди Лаосу й Камбоджі давно намагаються переконати місцевих жителів відмовитися від «забобонних» ритуалів, пов'язаних з різними формами анімізму. Тому, побоюючись санкцій з боку чиновників, брао іноді стверджують, що не дотримуються жодних анімістичних традицій, навіть якщо вони все ще це роблять. Проте загалом спостерігається спад практики жертвоприношень і колективних ритуалів, особливо серед селян-переселенців у низинах.
Християнство не отримало суттєвого поширення серед брао, хоча, починаючи з 1990-х років, на північному сході Камбоджі почали діяти християнські місіонери різних конфесій. Зазвичай християнами стають окремі особи, сім'ї або малі групи в різних селах. Це люди із вразливих груп населення, відчайдушно бідні або хворі, багато з них прагнуть будь-якої допомоги. Деякі з новонавернених повернулися до анімізму, інші залишаються вірними християнству протягом багатьох років. Проте християни брао в жодному селі не становлять більшості жителів. Взагалі місцеве населення надзвичайно вороже ставиться до християнства та місіонерів. Місцеві органи влади також намагаються завадити поширенню християнства.
Якщо буддизм загалом більш гнучкий у ставленні до анімізму й терпимо сприймає дії своїх прихильників, які беруть участь в анімістичних ритуалах, то християнство забороняє вшановувати інших духів чи богів. Християни брао відмовляються брати участь у сільських жертвоприношеннях, надзвичайно важливих для їхніх одноплемінників. Щоб уникнути конфліктів християни селяться в певному кутку села, окремо від анімістів.

## Історія
Предки брао належали до числа мон-кхмерських народів, які вже понад 5 тис. років тому проживали на півдні Лаосу та північному сході Камбоджі. Деякі з них мають легенди про міграції з районів на захід від Меконгу, інші вважають, що вони завжди жили на цих землях. Протягом багатьох століть вони перебували на периферії кхмерської, лаоської, сіамської, в'єтнамської історії й разом із тим зберігали свою незалежність від великих держав регіону. Брао поділялися на численні підгрупи, що складалися з 2–6 сіл, жителі яких розмовляли одним діалектом. Зазвичай такі спільноти обмежувались басейном певної річки й про інші землі часто взагалі нічого не знали. Назви цих груп були пов'язані з річками, горами або іншими природними об'єктами, біля яких вони жили. Території були поділені між сільськими громадами на основі усних домовленостей та традицій.
В добу держав Ченла (V—VIII ст.) та Ангкор (IX—XIV ст.) регіон перебував під кхмерським впливом, проте природа стосунків між кхмерами та гірськими племенами того часу лишається невідомою. Історичні записи повідомляють лише про торговельні зв'язки між прибережними містами та горянами. У XV ст. держава Ангкор занепала, зазнавши серії поразок від сіамців та в'єтнамців. Кхмери поступово пішли із сучасного південного Лаосу та північно-східної Камбоджі. Їхнє місце тут зайняли лаосці.
Міграція лаосців з півночі розпочалась наприкінці XVI ст., але лише на початку XVIII ст. вони заснували на півдні сучасного Лаосу свою державу Тямпасак. 1778 року Тямпасак став васалом Сіаму. Сіамці зберігали контроль над регіоном понад 100 років, але фактична влада на місцях залишилася в руках лаоських князів. Лаосці отримували дедалі більший вплив на горян, принаймні деякі села брао стали сплачувати їм данину воском, слоновою кісткою, рогами носорога, рабами або грошима. Під час тайського (сіамсько-лаоського) правління великих масштабів у регіоні набула работоргівля, яка тривала з початку XIX до початку XX ст. Жителі низин здійснювали набіги на села гірських племен або зіштовхували племена одне з одним для захоплення рабів. Работоргівля налаштувала спільноти одна проти одної. Брао часто ставали жертвами жорстоких нападів з боку седангів і зярай. З іншого блоку, самі вони нападали на більш мирний народ ой. Села брао в ті часи були великими й, як правило, сильно укріпленими.
1863 року Камбоджа стала протекторатом Франції, а 1893 року після короткої війни із Сіамом французи заволоділи територією на схід від річки Меконг у Лаосі. Таким чином всі землі, населені народами брао, опинилися в складі Французького Індокитаю. Проте вони були приблизно навпіл розділені адміністративним кордоном між Камбоджею та Лаосом, коли французька колоніальна адміністрація передала провінцію Стингтраенг (включала й сучасну провінцію Ратанакірі) зі складу Лаосу до складу Камбоджі. Французи поклали кінець работоргівлі, припинилися напади жителів гірських сіл одне на одного, значно покращились стосунки між етнічними групами. Брао поступово покинули укріплені села й організувалися в невеликі групи, розкидані на великій території. Французи скасували виплату данини, але запровадили подушний податок грошима, рисом, воском або іншими товарами. Крім того, кожен мав відпрацювати на колоніальну адміністрацію 10 днів громадських робіт на рік. Рівень податків на території Камбоджі був значно вищим, ніж у Лаосі. Це спонукало частину камбоджійських брао переселитися в 1906—1912 рр. до Лаосу.
Гірські райони по обидва боки лаосько-камбоджійського кордону вважалися важкодоступними, і французька влада тут була слабкою. Брао також часто намагалися приховати свої села від чиновників, перемістивши їх у віддалені місця та замаскувавши шляхи до них. Контакти горян з колоніальною адміністрацією були мінімальними. Корінні племена прагнули зберегти свою незалежність і чинили рішучий опір просуванню колонізаторів на їхні землі. Деякі села навіть відмовлялися визнавати французьку владу. В 1913 році сталися сильні заворушення брао на північному сході Камбоджі, викликані надмірним розміром податків. Французький уряд пішов на поступки, й більшість податків для гірського населення регіону біло скасовано, від них вимагалося лише 15 днів примусової праці на рік. Протягом 1901—1934 рр. в регіоні мали місце й інші повстання гірських племен, але всі вони були придушені. Після поразки повстання на півдні Лаосу 1915—1916 рр. частина брао втекла до Камбоджі; є також повідомлення про міграцію окремих брао через річку Меконг на північний схід Таїланду.
Протягом 1940—1941 рр. Японія на короткий час окупувала Французький Індокитай, але японська присутність майже не відчувалася у віддалених гірських районах. Після закінчення Другої світової війни населення В'єтнаму, Лаосу та Камбоджі розпочало боротьбу за незалежність. Головним противником французів виявилися в'єтнамські комуністи. Вони зокрема отримали підтримку населення південного Лаосу та північно-східної Камбоджі. Брао були серед перших, хто почав співпрацювати з комуністами. Комуністичний рух у регіоні почав зростати в 1946—1948 рр., а 1949 року на півдні Лаосу з'явилася перша «звільнена територія», надалі кількість таких районів збільшувалась. 1953 року Лаос і Камбоджа здобули незалежність. Райони розселення брао в Лаосі потрапили під контроль королівського уряду. Лаоські комуністи з Патет Лао перемістилися на північ країни, але продовжували боротьбу за владу. 1959 року їм вдалося отримати адміністративний контроль над більшістю населених брао районів в південно-східному Лаосі. Водночас США надали військову підтримку королівському урядові Лаосу, вони також взяли під контроль певні території на півдні країни.
Починаючи з 1960-х років уряди незалежних Лаосу та Камбоджі намагалися «цивілізувати» частину брао, примусово переселивши їх на рівнини й привчивши до вирощування вологого рису й культури основного населення. В Лаосі брао залучали до робіт на плантаціях тикового дерева, а в Камбоджі — на каучукових плантаціях. Такі урядові дії викликали невдоволення горян. У Камбоджі люди тікали до лісу й розпочали партизанську війну, в'єтнамці постачали повстанцям зброю. Камбоджійські комуністи, яких згодом стали називати «червоними кхмерами», скористалися цим невдоволенням й обрали гірські райони на північному сході країни своєю головною базою. Більшість місцевих брао в 1960-х роках приєдналася до червоних кхмерів.
В Лаосі більшість брао також проживала на території, підконтрольній комуністам, але на південному сході провінції Аттапи був невеличкий район Конгмі, який став опорним центром американців у регіоні. ЦРУ вербувало, навчало й озброювало місцевих молодих чоловіків, переважно з числа етнічних брао, для боротьби з комуністами. В другій половині 1960-х років до Конгмі переселилося багато брао, які тікали від червоних кхмерів у Камбоджі. Вже незабаром вихідці із Камбоджі становили половину населення Конгмі, а загалом наприкінці 1960-х і на початку 1970-х років тут проживало до 5000 брао. Брао були єдиними в регіоні, хто виступав на боці американців, але брао з обох сторін не бажали воювати між собою, багато хто мав родичів з іншого боку. Факт перебування людей на тому чи іншому боці не мав для них ідеологічного підґрунтя, це більше залежало від того, де вони жили й хто був їхнім лідером.
Масштабні бомбардування півдня Лаосу американською авіацією розпочалися в квітні 1964 року й не припинялися до 1973 року. Багато людей тікало до лісу. В 1969—1970 рр. американці почали бомбити й провінцію Ратанакірі в Камбоджі, згодом бомбардування стали інтенсивнішими й тривали вони тут так само до 1973 року. Постраждали зокрема й окремі групи брао. Багато їх переселилася до Лаосу, на контрольовані комуністами території в провінції Аттапи. Переселенці більше не поверталися до Камбоджі. 1968 року червоні кхмери розпочали військові дії проти камбоджійського уряду, 1970 року вони «звільнили» північний схід, а 1975 року встановили контроль над усією країною. На території Лаосу на початку 1970-х років загони Патет Лао взяли під контроль усі адміністративні центри провінцій на півдні країни, але військові угруповання Конгмі остаточно здалися лише в середині 1975 року. Після цього його лідерів відправили до «таборів перевиховання».
Війна залишила по собі величезну кількість нерозірваних боєприпасів. Багато людей загинуло від вибухів під час випалювання лісу або через спроби розбирання бомб на металобрухт.
Перед капітуляцією Конгмі, побоюючись репресій з боку Патет Лао, частина місцевих брао переселилася до Камбоджі. На початку 1976 року до них додалося ще багато колишніх камбоджійських брао, які на заклик червоних кхмерів поверталися в рідні села. Репатріантам обіцяли мирне життя й вільне господарювання в горах, як це робили їхні предки, але вони не знали, які страждання чекали на них насправді. Після 1973 року озброєні люди в рамках радикального плану Пол Пота щодо колективізації стали переселяти горян на рівнину й змушували вирощували вологий рис у місцевих кооперативах. На практику місцевих традицій було накладено значні обмеження. Тих, хто намагався сховатися в горах біля кордону, вишукували й також відправляли на низини. Тих, хто скаржився на тяжкі умови, вивозили в ліс і вбивали. Почав наростати опір. У відповідь червоні кхмери перейшли до жорстких репресій, іноді фізично знищувались цілі села. Ще більше людей померло від хвороб та голоду. Репресій зазнали брао, які раніше тісно співпрацювали з комуністами з В'єтнаму. Протягом 1973—1975 років місцеві жителі стали масово тікати до В'єтнаму, частина з них залишилась у цій країні, інша частина переселилася до Лаосу. Ті, хто повернувся до Камбоджі в 1975—1976 роках і пережив червоних кхмерів, живуть переважно в низинних селах, розташованих біля річки Сан у провінції Ратанакірі.
Після 1975 року новий уряд Лаосу також примусово переселив тисячі горян, серед них і брао, яких вважали «відсталими», в низини, де вони мали займатися вирощуванням вологого рису, відмовитись від традиційного способу життя й засвоювати лаоську культуру. Наслідки були жахливими, люди погано адаптувалися до нового життя, гострою була нестача їжі, й бідність швидко зростала. Уряд не мав ресурсів для вирішення цих проблем і врешті-решт він був змушений визнати, що переселення та пов'язана з ним сільськогосподарська колективізація зазнали невдачі. Наприкінці 1970-х і на початку 1980-х років велика кількість переселенців брао змогла повернутися в гори.
Наприкінці 1978 року в'єтнамці ввели до Камбоджі свої війська з метою усунути від влади червоних кхмерів. На початку 1979 року вони захопили Пномпень, а залишки червоних кхмерів втекли до кордону з Таїландом. Але навіть після падіння режиму повстанці з числа червоних кхмерів були присутні в горах уздовж кордону Лаосу та Камбоджі аж до 1998 року. В складі цих загонів були й етнічні брао, зокрема з групи кавет. Частина їх перейшла через кордон до Лаосу або Таїланду й залишилася там як біженці. Інші разом із червоними кхмерами продовжували спротив в'єтнамським силам. Водночас інші брао, які раніше втекли до В'єтнаму та Лаосу, тепер повернулися в Камбоджу разом із в'єтнамськими військами. Більше того, вони очолили адміністрації в чотирьох північно-східних провінціях, отримали високі посади в армії та центральному уряді. Брао в ті часи брали активну участь у громадянській війні, й у багатьох випадках брао воювали проти брао, багато людей загинуло з обох боків. У гіршій ситуації перебували прибічники червоних кхмерів. Вони мусили переховуватись у лісах і відчували себе як тварини, на яких полюють. Лише наприкінці 1980-х років більшість повстанців кавет склала зброю.
На початку 1980-х років більшість цивільних біженців брао повернулася до Камбоджі з Лаосу та В'єтнаму. З міркувань безпеки репатріантів розселяли біля річок Конг і Сан, адже в горах ще тривала громадянська війна. Лише після того, як 1998 року збройні загони червоних кхмерів припинили своє існування, багато сімей брао нарешті змогло повернутися в рідні гори.
В 1988—1989 рр. в'єтнамці вивели свої війська з Камбоджі, контроль над країною повернувся до етнічних кхмерів. Роль брао та інших етнічних меншин з північного сходу швидко знизилася через їхній низький рівень формальної освіти, а також через відсутність у них політичних мереж на вищому рівні, етнічно кхмерських за своєю природою.
1992 року уряд Лаосу відновив програму переселення горян на рівнини. Протягом 17 років майже всі села брао були переміщені або в низини, або розселені вздовж головних доріг у горах. Горяни з маленьких сіл були зібрані у великі села. Для переселенців полегшився доступ до державних послуг, зокрема в галузях охорони здоров'я та освіти. З іншого боку, в низинах переселенці зіштовхнулися з браком землі, їм не вистачало відповідних навичок, буйволів, інструментів для ведення господарства. Люди не могли виростити достатньо рису, щоб прохарчуватися. Брао з низин все ще регулярно повертаються в гори й збирають там лісові продукти. Уряд Камбоджі впроваджує схожі ідеї щодо утримання горян, зокрема й брао, в низинах, а також принаймні часткової асиміляції їх в основну кхмерську культуру.
Корінні жителі гірських районів по обидва боки кордону зазнають також тиску через комерційну вирубку лісів і масштабне відчуження земель. Створення національних парків та заповідних території змушує їх відмовлятися від законних прав на свої традиційні землі та ведення традиційного господарства. В райони розселення брао на півдні Лаосу приходить іноземний капітал для реалізації гідроенергетичних об'єктів, створення каучукових плантації. Міжнародні донори, свідомо чи несвідомо, іноді сприяють переселенню брао з гір на низини. Виділяються кошти на навчання їх основам вирощування вологого рису, тобто для трансформації господарства брао й відмову від традиційних методів землеробства.

## Господарство

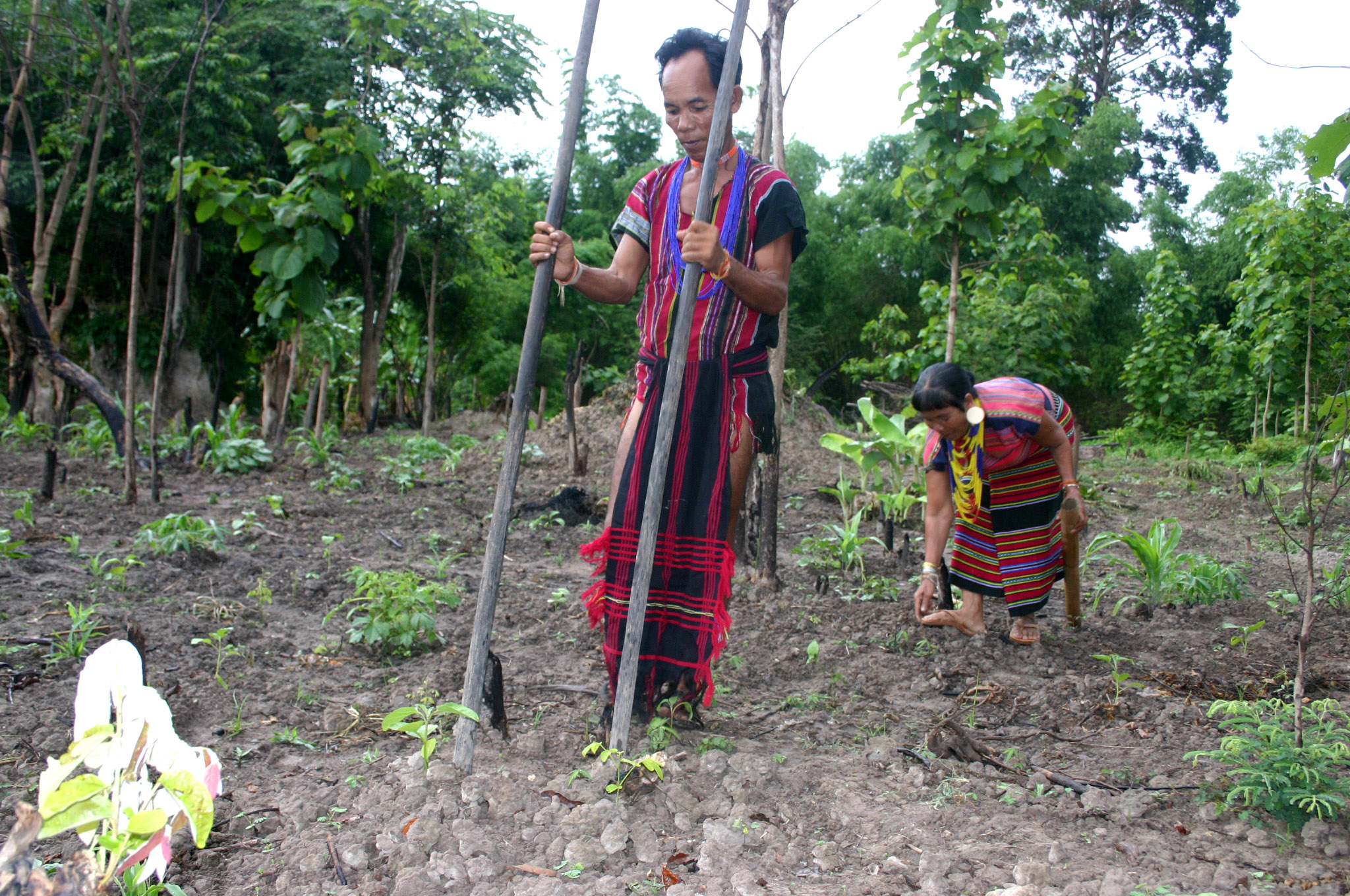
Посадкові роботи.

Господарський комплекс брао помітно відрізняється від методів землеробства, що використовуються населенням низинних районів, яке займається вирощуванням вологого рису. Ще до недавнього часу брао мали прожиткову економіку. Основним їхнім заняттям було ротаційне багатокультурне перелогове землеробство, яке сполучалося з мисливством, рибальством та збиранням різноманітних лісових продуктів. Традиційно брао практикують вирощування рису підсічно-вогневим способом. Їхнє господарство добре адаптоване до місцевого природного середовища. Брао зазвичай обробляють рівні або похилі ділянки, на круті схили виходять рідко, а вершини гір не обробляють взагалі. Населення розпорошене й не концентрується на одній території. Використовують ділянки, розташовані вздовж берегів струмків і річок. Поле обробляють лише протягом одного-двох років, а тоді лишають його під паром. Таким чином удається уникати надмірного виснаження ґрунтів.
Залежно від місцевості, люди протягом 5-10 років рухалися вгору одним берегом річки, потім переходили на інший берег і так само рухалися вниз або ж переходили в іншу долину; на те саме місце поверталися приблизно за 10-20 років. Односельці розподілялися між різними долинами, що належали їхній громаді, на сімейні групи приблизно по десять осіб у кожній. Десь раз на п'ять років усе село збиралося разом і будувало хати на новому місці, тоді знову розходилися по своїх ділянках. Коли центральне село опинялося надто далеко від оброблюваних ділянок, його переносили на нове місце. Така система землекористування регулювалася звичаєвими нормами, а їхнє порушення вважалося гріхом, який може спровокувати поганий урожай або нещасний випадок із порушником. У районах розселення брао переважають бамбукові ліси, в умовах перелогового землеробства вони швидко відновлюються. Родючість ґрунту відновлюється через 6 років а то й раніше, а після спалювання лісу утворюється велика кількість поживного попелу.
Традиційне землеробство брао базується на використанні найпростіших ручних інструментів. Спочатку сокирами та ножами розчищають ділянку землі, тоді спалюють залишки рослинності. Під час посівних робіт чоловіки йдуть уздовж поля й палицею-копачкою роблять ямки в ґрунті, за ними йдуть жінки й кладуть у лунки насіння. Урожай також збирають вручну. Отримують один урожай рису на рік. Сіють його в квітні, а збирають у жовтні. Продуктивність місцевого землеробства є низькою, врожаї нестабільні. Люди покладаються на погодні умови та допомогу духів. Після посадки рису проводять обов'язковий ритуал, просячи духа рису благословити насіння та забезпечити хороший урожай.
Основною продовольчою культурою є суходільний гірський рис. Вирощують ще кукурудзу, маніок, гарбузи, баклажани, овочі, банани, дині. Кукурудзу та маніок використовують також як корм для худоби та птиці. Товарні культури, такі як кеш'ю та кава, приносять обмежений дохід.
Розведення великої рогатої худоби (буйволів) є важливим для брао в першу чергу для жертвоприношень під час здійснення громадських ритуалів та інших важливих подій, таких як весілля або похорони. В сімейних господарствах тримають також свиней, кіз, курей.
Важливу роль у щоденному забезпеченні сімей продуктами харчування традиційно відіграють мисливство, рибальство та збиральництво. Гірські ліси вкривають більшу частину батьківщини брао, її перетинають також кілька великих річок. Мисливство є чоловічим заняттям і вважається показником мужності чоловіка. Полювання може проводитися всім селом, групою селян або одноосібно залежно від тварин, яких полюють, і місця полювання. Мисливські знаряддя включають самостріли, списи та різні види пасток. Сьогодні полювання на диких тварин у багатьох місцях заборонене. Збирання лісових продуктів є жіночим заняттям, займаються цим цілий рік. Збирають пагони бамбука, ямс та інші лісові плоди. Роль збиральництва стає особливо помітною в неврожайний рік або в період між посівом та збором врожаю. На жаль, нещодавні вирубки знищили величезні масиви лісу й суттєво зменшили кількість доступних лісових продуктів.

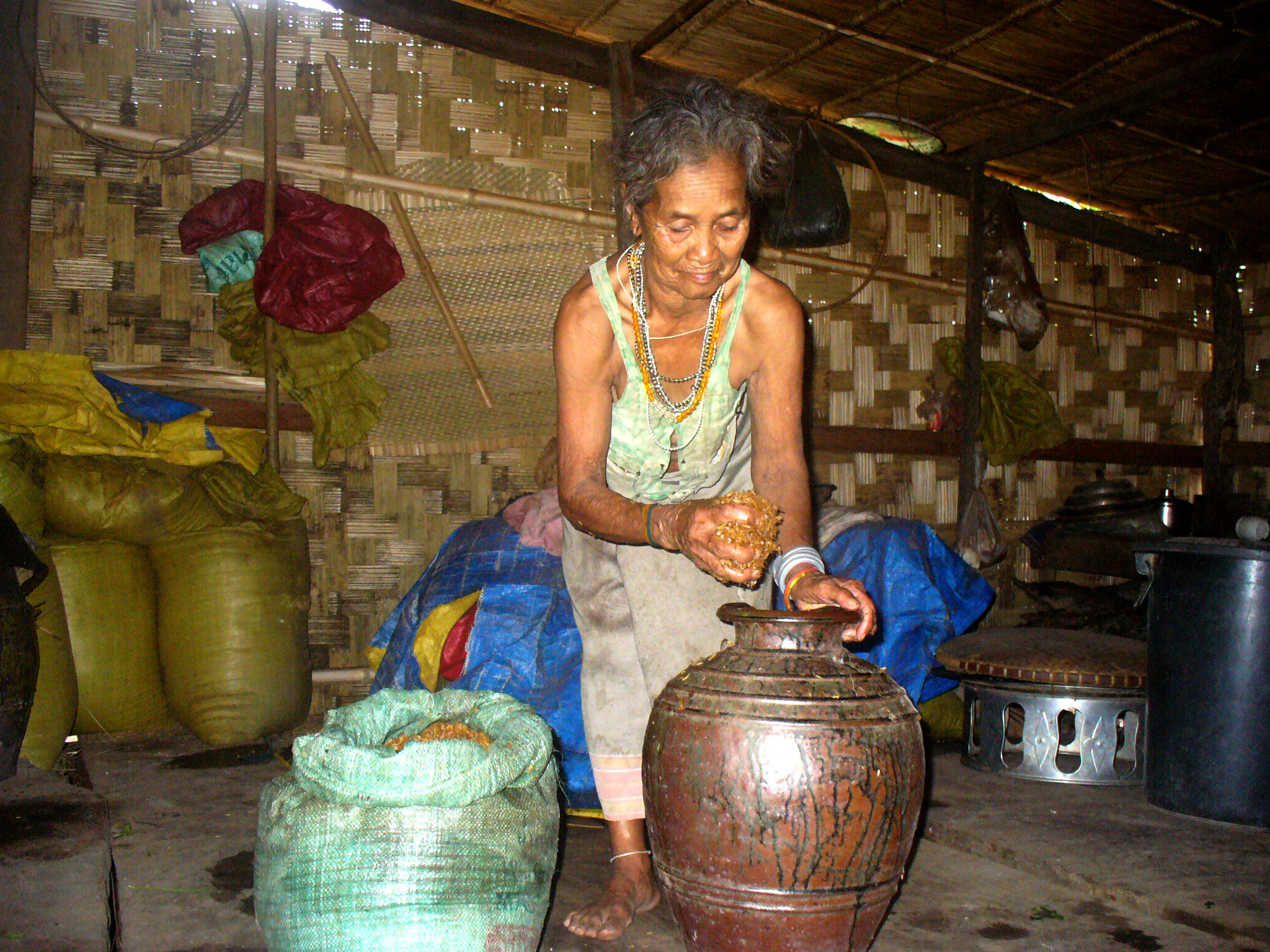
Приготування самогону.

Додатковий дохід приносить заняття ремеслами. Багато брао займається виготовленням та продажем плетених виробів ручної роботи з бамбука, головним чином наспинних і звичайних кошиків, віялок для рису, килимків. Вони популярні в регіоні, їх можна обміняти на інші товари. Майже в кожному селі брао є ковальська майстерня, де виготовляють сільськогосподарські знаряддя. Деякі брао спеціалізуються на виготовленні човнів. Ще брао спалюють різновид бамбука й роблять із попелу харчову приправу, аналог глутамату натрію. Також брао традиційно готують слабоалкогольний рисовий самогон.
Місцеві жителі часто обмінюють свою сільськогосподарську та лісову продукцію на одяг і тканини в сусідніх народів. Жінки часто ходять на базар ґрунтовими дорогами з кошиками на спині, щоб вторгувати трохи грошей і купити собі продукти та промислові товари.
Сторонні люди та урядовці вважають брао та інших горян кочовиками, а їхню систему землеробства низькопродуктивною й екологічно руйнівною. Останнім часом багато брао, як у Лаосі, так і в Камбоджі, під зовнішнім тиском переселилося в низини й стало займатися вирощуванням вологого рису. Більшість переселенців призвичаїлась до нового способу життя й не хоче повертатися до старих методів господарювання. Вирощування волого рису виявилося простішим, крім того, рисове поле можна продати, а поруч розташовані базари, магазини, лікарні та школи. Проте інша частина не хоче залишатися в низинах і прагне повернутися в рідні місця в горах, вони зацікавлені в продовженні використання своїх традиційних територій. Переселенці відчувають нестачу худоби для боронування та оранки полів, а також брак земельних ділянок. Крім того, вони стикаються з дискримінацією з боку етнічних лаосців або кхмерів.

## Суспільство
Кожне село брао є самостійною одиницею, якою керує старійшина. Старійшина наглядає за справами громади, вирішує суперечки між селянами та важливі питання, що стосуються всього села.
Суперечки регулюються нормами традиційного права, які охоплюють всі аспекти суспільного життя. Існують виборні судді, ними стають люди, яких уважають справедливими, виваженими в спілкуванні, такими, що розуміються на традиційному праві. Для розгляду особливо складних справ можуть залучати авторитетного суддю з іншого села. Судді керуються усним законодавчим кодексом, що передається з покоління в покоління й заснований на прецедентах, що мали місце в різні періоди історії (тайський, французький, японський, сучасний). За конкретні злочини передбачені відповідні покарання. Штрафи чітко визначені на основі кількості буйволів. Наприклад, людське життя коштує 12 буйволів. Холоднокровне вбивство вимагає покарання в трикратному розмірі. В старі часи, якщо людина не могла сплатити штраф, вона мусила відпрацювали цю суму на позивача або ж взагалі ставала рабом останнього.
В суспільстві брао сполучаються елементи матріархату та патріархату. Повага до старших має для людей фундаментальне значення. Спорідненість двобічна. Брао дотримуються ендогамії, шлюб між членами однієї родинної лінії не дозволений. Юнаки та дівчата вільні у виборі партнерів. Молода пара зазвичай перші два-п'ять років після весілля живе хаті батьків нареченої. Потім вони можуть переселитися до батьків нареченого, відокремитися як окрема сім'я або залишитися із сім'єю дружини. Зазвичай подружжя живе разом із родиною дружини або поблизу неї. Ця система є важливою для моделі розселення брао. Багатоженство має місце, але не дуже поширене.
Брао дуже бідні, вони мають обмежений доступ до шкільної освіти, об'єктів інфраструктури, електрики. Вони практично не мають представництва в державних органах влади, їм важко дається доступ до правосуддя, щоб захищати свої права в судовому порядку.

## Житло

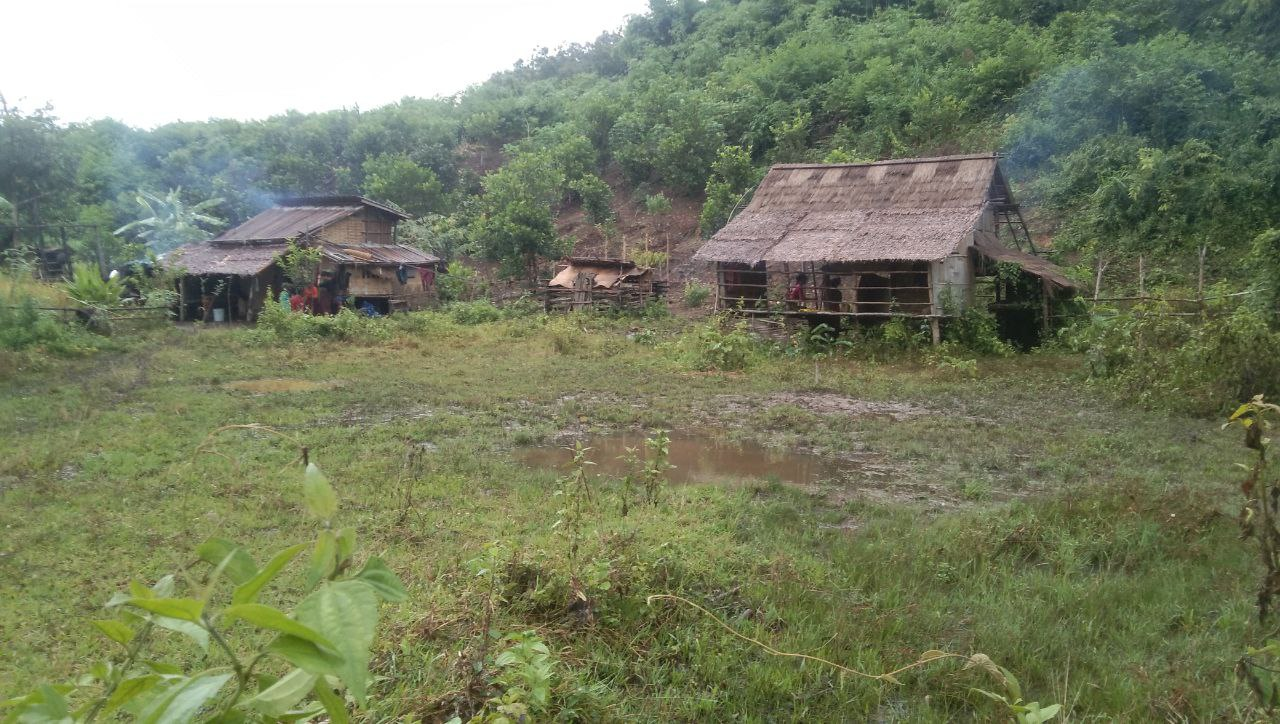
Поселення брао.

Села брао зазвичай розташовані на берегах річок або струмків. Хати стоять по колу навколо громадської хати в центрі й зорієнтовані вхідними дверима на останню. Ритуальні ворота символізують межу між самим селом та територією, що належить його громаді.
В минулому через внутрішні конфлікти брао жили великими укріпленими селами, але після припинення работоргівлі зовнішньої загрози більше не існує й потреба в таких селах-фортецях відпала. Майже відмовилися брао й від традиційних довгих хат, вони збереглися лише в найвіддаленіших районах. У такій хаті жили разом декілька поколінь однієї великої родини. Під одним дахом перебувало до шести нуклеарних сімей, кожна з них мала власне вогнище. Хату подовжували, коли хтось із дітей заводив власну сім'ю.
Кожна мала сім'я зазвичай має в селі власну хату, але більшість року люди живуть невеликими сімейними групами в тимчасових поселеннях, що складаються з 5-10 домогосподарств і розташовані біля сільськогосподарських ділянок. До «базового» села вони повертаються після збирання врожаю рису. Тут на кілька місяців щороку збирається разом уся громада.
Враховуючи характер місцевого землеробства, брао ніколи не ставили хат на багато років. Люди могли також перенести своє село через лихий знак: «злий» спів птахів, поганий сон, смерть чи серйозна хвороба когось із селян. Лаосці називають їхні хати «курниками» й уважають непридатним для проживання. Але для брао житло не має матеріальної цінності.

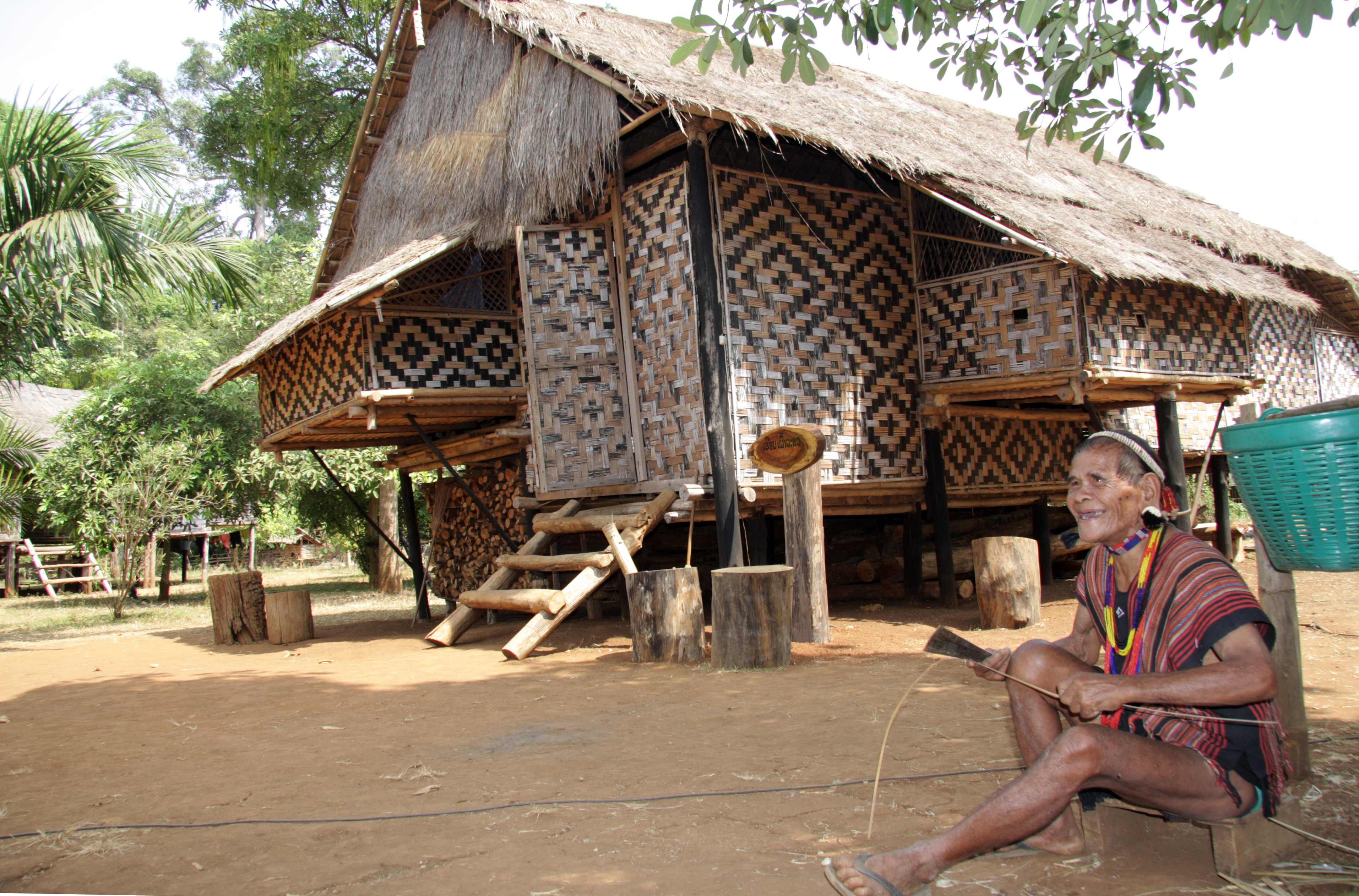
Хата в селі брао на півдні Лаосу.

Свої хати брао ставлять на палях. Така конструкція — давня традиція, так люди захищалися від диких тварин, змій, комах. Основні матеріали, що використовуються в будівництві, — це дерево й бамбук. Хата має просту конструкцію з крутим двосхилим дахом. Стіни плетені з бамбука. Дах критий соломою або листям лісових дерев.
Підлогу роблять із бамбука або дерева. Вона може розташовуватись на різній висоті, чітко поділяючи хату на дві функціонально різні частини. В нижній частині (стір) розташовані вогнище та корито з водою, тут також займаються товченням рису. Верхня частина (репти) використовується як спальня; крім того тут займаються вишиванням. З основною хатою бамбуковим місточком з'єднана прибудова, де зберігаються продукти харчування, домашнє начиння та сільськогосподарські інструменти. Під підлогою тримають худобу та птицю.
В традиційних селах молоді жінки часто сплять у спеціальних секціях, відгороджених біля вхідних дверей хати, щоб їм було зручно приймати молодих чоловіків, які приходять до них залицятися вночі, й не заважати іншим спати.
Громадська хата виділяється з поміж інших, це найбільша й найкрасивіша споруда в селі. Крім того, це священний простір, де зосереджена духовна сила. Тут проводять усі спільні заходи й ритуали. Зводять громадську хату всім селом. На передньому кінці гребеня даху вирізають силует у формі сонця, голови птаха, віяла тощо, які є поширеними тотемами в багатьох народів з числа гірських кхмерів.
В низинах, зокрема в Лаосі, уряд спонукає переселенців брао ставити постійне житло на кшталт лаоського, пропонує цинкові покрівельні листи як частину «пакета переселенця». Брао не мають інструментів і навичок у будівництві такого житла, тому «модельні будинки» часто зводять лаосці. Ці будиночки стоять на високих палях, криті бляхою. Дах під бляхою вважається символом «заможного» життя, хоча під ним у жарку пору року панує задуха. Багато брао ще не прийняли лаоські моделі житла, причиною тому є їхня бідність.

## Побут
Брао й досі обходяться мінімумом речей. Як і їхні предки, вони часто живуть без електрики, водопроводу та побутових приладів. Їхні статки складаються переважно з глечиків з рисовим самогоном, гонгів та водяних буйволів. Кошик, сплетений із бамбука є в брао найпопулярнішим засобом транспортування вантажів, товарів і продуктів.
Одяг брао простий і невибагливий, він не містить багато кольорів, зливається з природою. Чоловіки й жінки зазвичай залишають верхню частину тіла оголеною, за винятком випадків, коли вони вибираються в інші місця, наприклад, на базар. У минулому чоловіки носили пов'язки на стегнах, а жінки обмотували нижню частину тіла шматком тканини у вигляді довгої спідниці. В холодну погоду прикривали тіло накидкою.
З часом одяг змінився. Молодь тепер носить одяг західного типу, який купують на базарі, але літні люди продовжують носити традиційний.

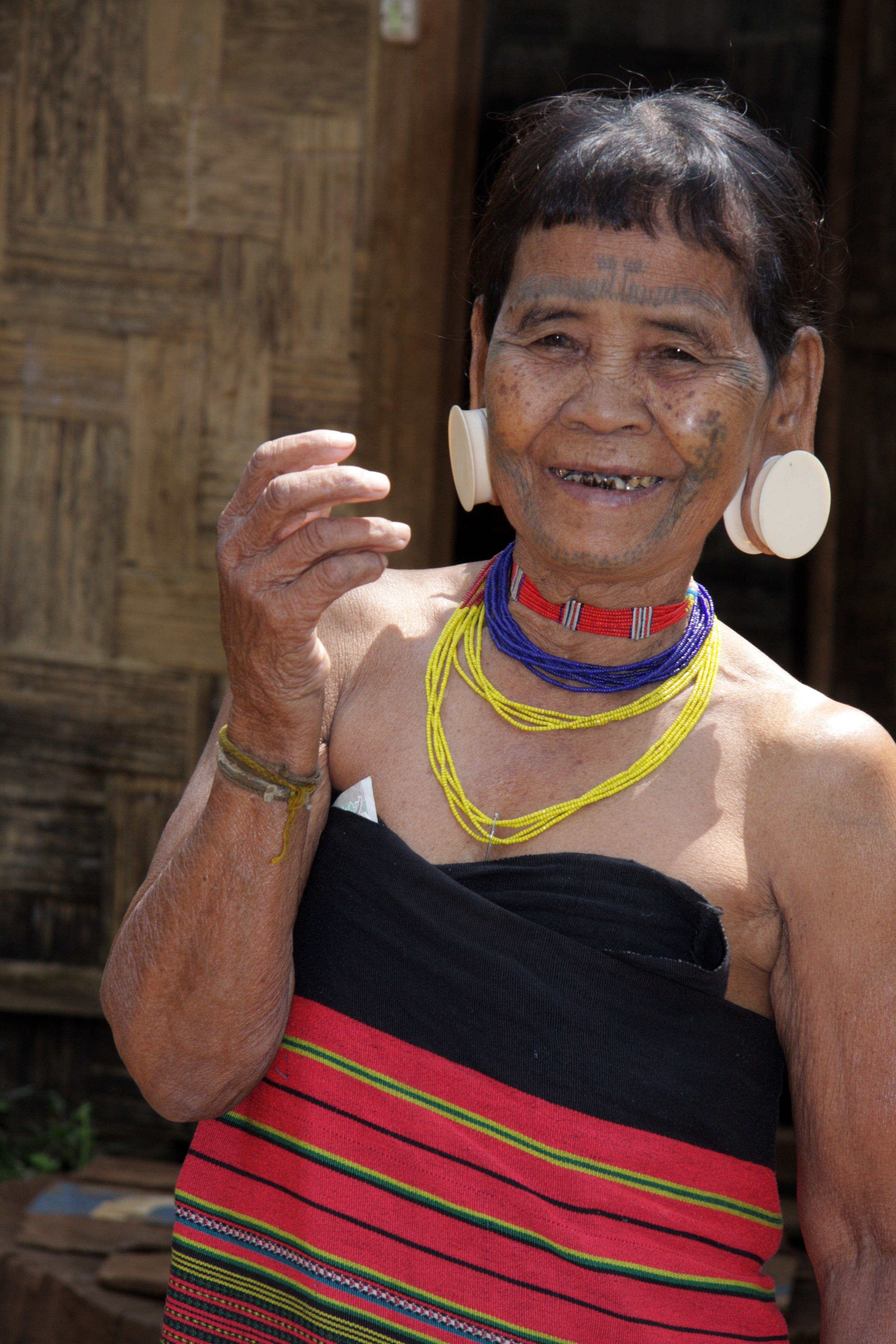
Жінка брао з татуюванням та розтягнутими мочками вух.

Типовими традиційними прикрасами є пташине пір'я, вироби з бамбука, слонової кістки та металу із старовинними візерунками. Жінки люблять прикрашати себе великими сережками з бамбука або слонової кістки, на руках, шиї та щиколотках носять намиста й ланцюжки з бронзи, срібла або алюмінію. Вони вважають, що більше на них буде прикрас, тим більше вони приваблюватимуть чоловіків. У минулому ознакою краси жінок були розтягнуті від носіння великих шматків бамбука мочки вух. Також модою минулого було татуювання обличчя, його робили як чоловіки, так і жінки.

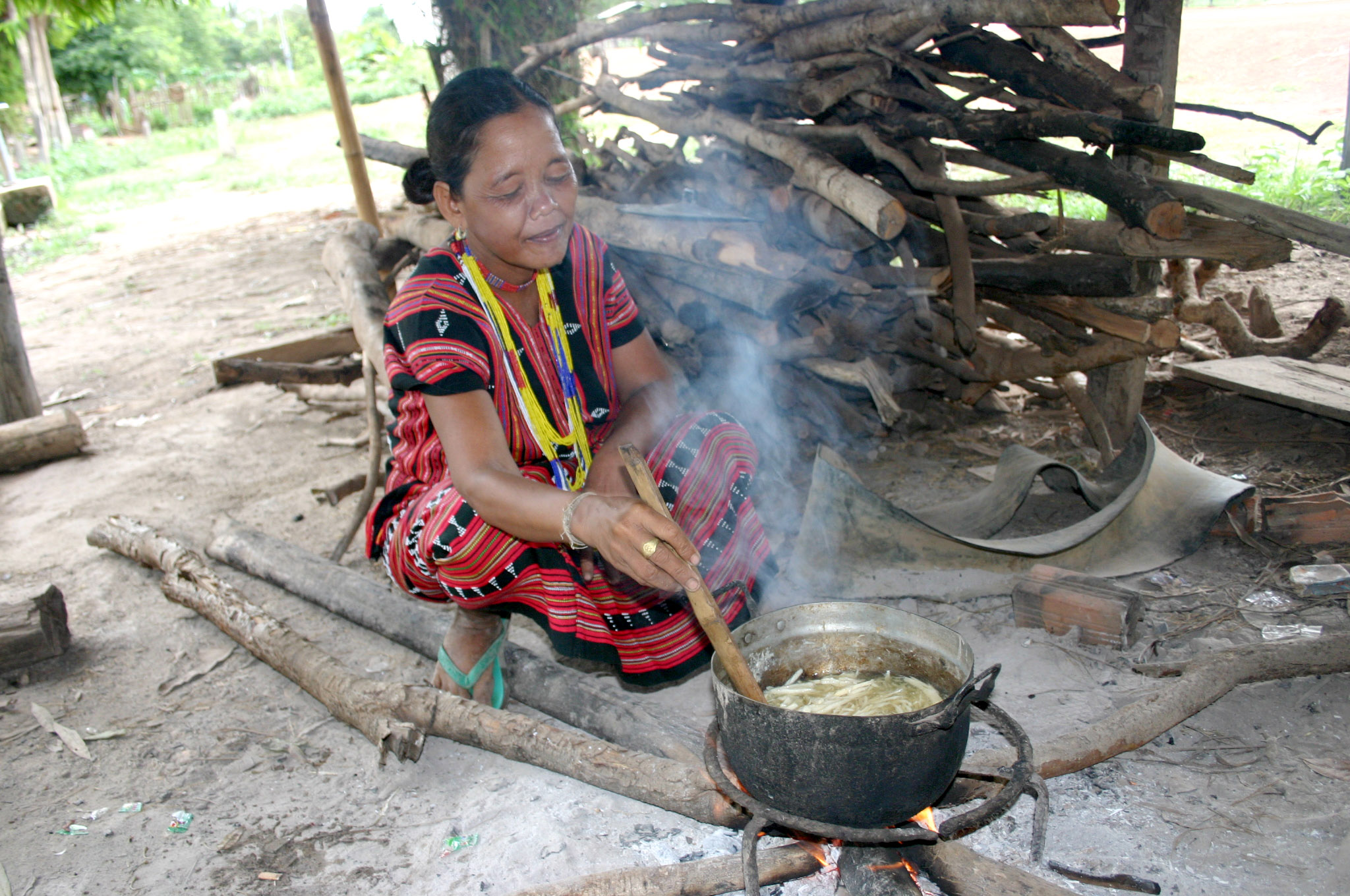
Приготування їжі.

Основу харчування становить рис. Зазвичай готують його в глиняному горщику. Додають сіль, перець чилі, овочі, свіжі пагони бамбука, рибу та м'ясо.
Під час сільських жертвоприношень, весіль і похоронів все село протягом кількох днів випиває велику кількість слабкоалкогольного місцевого рисового самогону. Для його приготування зазвичай використовують дріжджі з магазину, але іноді все ще готують дріжджі власного приготування. Закваску тримають герметично закритою в банці, пити продукт можна не раніше, ніж за 3 дні, а краще за днів 10 або більше.
Людям різного віку подобається палити місцевий тютюн, користуються люльками.
У більшості своїй брао готові приймати сучасні ліки, але вони продовжують також використовувати традиційні методи для лікування хвороб. Основою останніх лишаються жертви для духів, хоча застосовуються й рослинні ліки. Для бідних представників етнічних меншин жертвоприношення залишаються найвідомішим методом лікування, до того ж їх можна здійснювати без витрати грошей. Багатьом людям краще пожертвувати твариною, яку вони мають у своєму господарстві, ніж витратити готівку на сучасне лікування, хоча насправді ця сума може бути меншою за вартість тварини. Крім того, люди самі споживають м'ясо жертовних тварин, тому в певному сенсі вони отримують курку на обід.

## Свята, традиції, церемонії
Традиційними рисами брао є гостинність, взаємна допомога, повага до літніх людей, любов до дітей.
Як і раніше, брао використовують сільськогосподарський календар, заснований на фазах місяця. За ним, зокрема, визначають дати сівби та збирання врожаю. До циклу вирощування рису прив'язані й основні щорічні свята народу: свято розчищання лісу під поле, свято посіву рисового зерна, свято збирання нового врожаю («нового рису»), свято Нового року. Наприкінці березня — на початку квітня, коли починається сезон дощів, брао проводять свято посіву рису. Головним святом року вважається церемонія «нового рису», яку проводять після збирання врожаю. Вона не має точної дати, все залежить від ходу жнив, при цьому кожна громада може визначити власну дату. Новий рік брао святкують зазвичай у січні або лютому, тоді як буддійський Новий рік, який відзначають кхмери та лаосці, припадає на квітень.
Великим святом уважається переселення до нового села, а ще закінчення будівництва нової хати, особливо громадської. Відзначають ці події всім селом.
Кожне свято брао складається з двох частин: урочистої ритуальної церемонії та розваг і веселощів, які відбуваються після неї. Свято завжди починається з ритуальних жертвопринесень. Ще напередодні селяни, відповідно до своїх статків, приносять рис, алкоголь, буйволів, свиней, курей — все це буде використане для жертв духам та спільного бенкету. Під звуки гонгів старійшина села читає молитви, запрошуючи духів взяти участь у їхньому святі й охороняти місцевих жителів. Брао вірять, що духи землі, води та рису визначають урожай. Тому старійшина здійснює традиційні обряди шанування цих духів, що включають жертви тварин. Люди просять у духів сприятливої погоди, гарного врожаю та добробуту для жителів села.
Коли закінчується спорудження нової хати, вшановують духів-охоронців села, жертвують буйвола, звертаються до духів землі, гір та води з проханням принести добробут та спокій новій хаті, а також усьому селу та його жителям.
Після закінчення ритуальної частини свята відбувається спільний бенкет. Учасники насолоджуються їжею, люди різного віку п'яніють від випитого алкоголю, хлопці та дівчата в традиційному вбранні танцюють під акомпанемент народних музичних інструментів. Святкова атмосфера зберігається до світанку.
Дівчата брао зазвичай вступають у шлюб у 16-18 років, а хлопці у 18-20 років, але все ще зустрічається шлюб між неповнолітніми. Молоді люди вільні у виборі подружжя, але на шлюб повинні отримати згоду батьків. Сім'я нареченого робить пропозицію шлюбу і вручає весільні подарунки сім'ї нареченої, які включають свиню, курей та місцевий самогон. Весілля відбувається в хаті нареченої. Під час бенкету молоді обмінюються їжею на очах сватів і дякують усім присутнім. Селяни виголошують тости з побажанням молодятам усього найкращого, співають народні пісні та грають на гонгах.
Після одруження, за традицією, молодий повинен 4-5 років прожити з сім'єю дружини, перш ніж повернутися з подружжям та дітьми до своїх батьків. Після закінчення терміну матрилокації проводять спеціальну церемонію. Чоловік робить підношення предкам сім'ї дружини й просить у них дозволу на те, щоб дружина стала членом його сім'ї. Тільки після здійснення цього обряду чоловік може привести дружину до себе додому.
Жінки брао народжують вдома за участі сільської повитухи. Під час церемонії надання імені, яка проводиться через 3-5 днів після народження дитини, повитуха пропонує духам рисовий самогон й читає молитви, просячи тих прийняти ім'я, яке вона дає дитині. Після молитви повитуха випиває жертовний самогон. Якщо він смакує їй, це вважається знаком згоди духів на надане ім'я. Якщо ж ні, вона дає інше ім'я й повторює церемонію, поки ім'я дитини врешті не буде затверджене.
У минулому брао мали традицію підпилювання зубів. Це був своєрідний обряд ініціації, який символізував перехід до дорослого життя. Хлопцям та дівчатам у 15-16 років рівномірно підпилювали чотири передні зуби верхньої щелепи. Не пройшовши цього обряду, людина не могла займатися сексом або одружитися. Цей звичай більше не практикується в громадах брао.
Коли людина помирає, члени її родини б'ють у гонги та барабани, щоб повідомити про смерть інших мешканців села. Біля хати споруджують тимчасову поминальну хатинку. Небіжчика вдягають у новий одяг і вкладають у труну, видовбану зі стовбура дерева. Труну залишають у поминальній хатинці, небіжчик там лежить головою до своєї хати. Односельці приходять висловити свої співчуття сім'ї померлого.
Через два-три дні після смерті небіжчика ховають. Труну накривають дошкою, яку прив'язують до труни, а щілину між ними заліплюють глиною. Труну часто наполовину закопують у землю. Над могилою споруджують спеціальне сховище, туди кладуть одяг, ковдру, гонги, глечики, кошики, ножі, сокири, лук та стріли — все, що може знадобитися померлому в іншому світі. Деякі з цих предметів пошкоджують шляхом ломання, проколу або вищерблювання. В усіх кутах могили викопують чотири глибокі ямки, вони, як вважають, не дадуть мертвій людині повернутися в цей світ і турбувати живих. Під час похорону селяни п'ють самогон й танцюють під удари гонгу, проводжаючи померлого. Перед тим, як піти, присутні обходять могилу, плачуть, кроплять могилу самогоном, змішаним з курячою кров'ю, кидають на могилу курячу печінку, моляться за померлого, його сім'ю та односельців.

## Духовна культура
Брао не мають власної писемної літератури, але володіють багатим фольклором, який включає легенди про створення Всесвіту та людей, історію народу, байки, кумедні історії з життя. Одна з легенд розповідає про те, як брао витримали велику повінь. Існують також різноманітні народні пісні, серед них колискові, весільні пісні тощо.
Відома любов брао до музики. Вони мають різні традиційні музичні інструменти, серед яких гонги, сопілки, флейти тощо. Виготовляють їх з природних матеріалів, таких як бамбук, залізо, мідь та камінь. Є інструменти, зроблені з оболонки гарбуза або кори дерева.
Особливо цінують брао гонги. Традиційно їх виготовляють із міді. Існують різні типи цих інструментів, на яких грають за різних обставин і з різною метою. Гонги звучать, коли приймають гостей, на церемонії з нагоди закінчення будівництва громадської хати, на святі врожаю тощо. Вони є обов'язковим атрибутом кожного свята. Звичайний набір складається з двох гонгів, але є й більші «оркестри». Гонги можуть грати соло або в супроводі інших інструментів. Гонги підвішують на підставці, коло них на землі сидить музикант (обов'язково чоловік) і б'є по інструментах двома паличками. Брао вірять, що їхні гонги мають містичні властивості, що вони встановлюють зв'язок між світом живих людей та світом духів. Уважають, що духи чують і насолоджуються звуками гонгів й у відповідь приносять місцевим жителям удачу.
Інші музичні інструменти також мають своє призначення. На одних грають на свята та під час громадських заходів, на інших — у полі, ще інших — для освідчення в коханні, на весіллі, при виконанні колискових пісень, задля розваги, для відлякування диких тварин тощо.
Цікавим є інструмент, що складається з 5-7 різних за довжиною бамбукових трубок. Виконавець плеще в долоні біля кінця тої чи іншої трубки, й з інструменту лунають різні звуки.